# 캠 클라크
캠 클라크(Cam Clark, 1957년 11월 6일 ~ )는 미국의 가수이자 성우이다.

## 가족
아버지는 배우이자 연출가인 로버트 클라크,어머니는 가수인 앨리스 킹이다.

## 출연작

### 애니메이션
- 건그레이브 오버 도즈 - 카바네 쥬지
- 나루토-라쿠소 아오이
- 몬스터 (만화)-리차드 브라운
- 블리치-이에무라 야소치카
- 닌자 거북이-레오나르도
- 내 친구 보거스-보거스
- 빌리와 맨디-나레이터(29화),남자,TV에 등장하는 아이,점원,괴물 등)
- 스누피 - 스누피
- 스파이더 맨-미스터 판타스틱
- 아키라 - 카네다 쇼타로
- 티몬과 품바-심바
- 하우스 오브 마우스-심바

### 극장용 애니메이션
- 바람계곡의 나우시카-아스벨
- 아키라(더빙)-카네다 소타로
- 인어공주 2-플라운더

### OVA
- 뮬란 2- 추가 음성
- 삼총사- 추가 음성
- 라이온 킹 2-심바(노래)
- 라이온 킹 3-추가 음성

### 게임
- 메탈기어 시리즈-리퀴드 스네이크
- 킹덤하츠 2-심바
- 테일즈 오브 심포니아 - 크라토스 아우리온